# Johann Andreas Silbermann
Johann Andreas Silbermann (ur. 26 czerwca 1712 w Strasburgu, zm. 11 lutego 1783 tamże) – niemiecki organmistrz.

## Życiorys
Syn Andreasa. Kształcił się u ojca, początkowo towarzysząc mu w podróżach, następnie terminując w jego warsztacie. Był członkiem senatu miejskiego Strasburga. Znał osobiście J.S. Bacha i W.A. Mozarta. Zbudował 56 instrumentów, znajdujących się na terenie Alzacji, Lotaryngii, Badenii i Szwajcarii. Był budowniczym organów m.in. w Strasburgu (1740), Marmoutier (1746) i Villingen (1752). Naśladował warsztat ojca, stosując dyspozycje i rozwiązania w stylu klasycznych organów francuskich. Prowadził archiwum rodzinne, stanowiące współcześnie ważne źródło historyczne na temat XVIII-wiecznego organów i dziejów rodziny Silbermannów. Opublikował także pracę Local-Geschichte der Stadt Strassburg (1775).
Jego syn Johann Friedrich (1762–1817) również zajmował się budową organów. Uczniem Silbermanna był Johann Andreas Stein.